# SISTER SISTER
『SISTER SISTER』は、2006年11月30日にロールよりダウンロード版が発売された18禁一歩踏み出して恋人同士になるまでアドベンチャーである。2006年12月28日にはパッケージ版も発売された。

## 歴史
- 2006年11月30日 - Windows(PC)用ダウンロード版発売(18禁)
- 2006年12月28日 - Windows(PC)用パッケージ版発売(18禁)

## ストーリー
『やっぱりだめなんです！！』
その言葉と共に主人公山内優は、彼女であるはずの佐野葉月からドンとつきはなされた。
一ヶ月ほど前のバレンタインデーの日。放課後の教室で優は、突然、クラスメイトで同じ美術部の葉月から告白された。その時には、その場の状況と勢いに流されて曖昧にOKしてしまったのだが、実は優は葉月の実の姉で美術部の先輩である佐野弥生に2年近く思いを寄せながら告白できずにいたのである。
そんな思いを引きずりながら葉月と付き合い始めておよそ一ヶ月、葉月の事を真剣に考えるようになった優は、自分自身のけじめのつもりで、ホワイトデーのお返しを渡すことを口実にして葉月を美術部に呼び出し、自分から告白しようとしたまさにそのときの出来事だった。
訳のわからない状況ではあったが、葉月の様子もおかしかったので、葉月に話を聞いてみたところ、実は告白から今までが葉月の「恋愛経験の練習」だった事を打ち明けられた。あっけにとられて怒りを覚える優であったが、そのとき隣の美術準備室に人の気配がしていたことを思い出す。そして美術準備室のドアを開けると、こちらの様子を伺っていた弥生の缶コーヒーを噴きだした姿があった。
彼女が、この葉月の恋愛練習のアイデアを出した張本人でかつ黒幕でもある。怒りに流された優が、弥生を問い詰めながら勢いで弥生に告白しようとしたのだが、一連のやり取りを見ていた弥生はその告白をうやむやにし、今から卒業までの間、3人で友達から始めて、それで結論をつけようと提案してきてきた。これに葉月が同意したので、優も同意することになる。
こうして2週間の「奇妙な」三人の関係が始まった。

## 登場人物

### 主人公
山内優（やまうちゆう）
県立の2年生で美術部部員。三白眼で身長は中の中。
めんどくさがりの性格。勉強は現国・世界史が得意で数学がダメな文系人間。弥生が好きなので他の子に興味が無かったため、運動部から誘いが来るほどの運動神経を持ちながらも、葉月以外のクラスメイトの女子たちからは、恋愛対象外にされていた。
恋愛経験は、葉月からの告白が初めてで、突然彼女ができたことに戸惑っている。

### ヒロイン
佐野葉月（さのはづき）（声：茶谷やすら）
県立の2年生で美術部部員。クラスでは一番背が低く女子のマスコット的な存在で、優とは入学以来同じクラス。
性格は天然で、足が遅い。緊張していると小声でゆっくり話すのだが、打ち解けてくると饒舌になる。勉強は歴史がすべて得意で、世界史にいたっては全国上位クラス。本をよく読むので国語も好きだが、英語は少し苦手。甘いものが好きで、アイスクリームや和菓子が好物で、料理も得意。お菓子作りに関してはかなりの腕前の持ち主。
優に対する気持ちは、本人は隠していたつもりらしいが、周囲にはバレバレで、行動を起こさないことに業を煮やした姉や友人に、『恋愛は経験だから、玉砕覚悟で告白してこい。』と言われてバレンタインデーに告白を決行した。しかし、当時の優の本心には薄々気がついていたらしく、OKされた事に戸惑ってもいた。
エッチ関しては積極的。
佐野弥生（さのやよい）（声：一色ヒカル）
県立の3年生で美術部の元部長。身長は、女子としてはやや高めで、学園内でも変わり者として有名。
おしゃべりで社交的な性格。姉御肌で友達も多いが今まで恋愛話はない。運動神経が良く葉月にからんできたヤンキーを「カカト落し」で病院送りにした伝説があり「ママチャリに乗ったワルキューレ」の異名を持つ。
優に対しては好意を持っており、優の気持ちにもそれとなく気がついていたのだが、葉月の気持ちを知っていたので、気づかぬ振りを決め込んで葉月の恋愛を応援するつもりで居た。しかし、優と葉月の仲が予想外の状況となってしまったため、二人の仲を拗れさせないように自分も輪の中に入る決心を固める。
エッチ関しては奥手。

## スタッフ
- シナリオ:鈴木歩
- 原画:なぐも。
- 音楽:ファクトリーノイズ＆AG